# Sumner Getchell
Sumner Getchell, nome all'anagrafe Sumner Jones (Oakland, 20 ottobre 1906 – Sebastopol, 21 settembre 1990), è stato un attore statunitense.

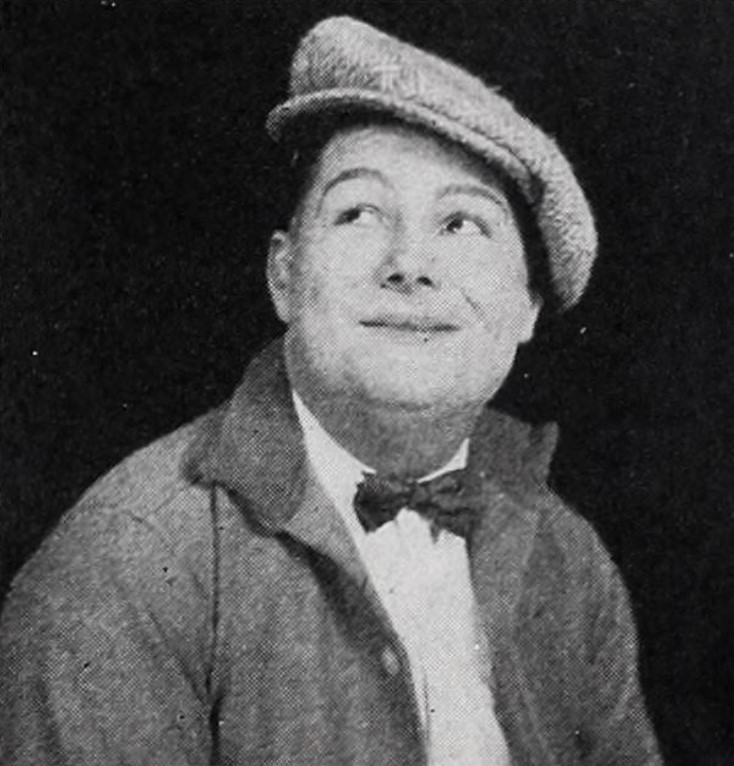
Sumner Getchell, 1925

Nella sua carriera, dal 1926 al 1953, apparve in circa un'ottantina di film, lavorando - negli ultimi anni - anche per la televisione. Per il suo aspetto paffuto, gli vennero affidati di preferenza ruoli che sottolineavano quella caratteristica fisica, relegandolo spesso in parti di contorno.
L'ultimo suo ruolo, quello del tenente Cord, lo sostenne nel 1953 ne L'isola nel cielo, film di William A. Wellman che aveva come protagonista John Wayne

## Filmografia
- The Collegians, regia di Wesley Ruggles - cortometraggio (1926)
- La vedova del collegio (The College Widow), regia di Archie Mayo (1927)
- Pirates of the Pines , regia di J.C. Cook (1928)
- La via delle stelle (The Air Circus), regia di Howard Hawks e Lewis Seiler (1928)
- Mystery Mansion, regia di Harry Delf - cortometraggio (1928)
- La flotta del cielo  (The Flying Fleet), regia di George W. Hill (1929)
- La notte di San Silvestro  (New Year's Eve), regia di Henry Lehrman (1929)
- College Love, regia di Nat Ross (1929)
- Flying High, regia di Ben Holmes - cortometraggio (1929)
- Lady of Lions, regia di Ben Holmes - cortometraggio (1929)
- Hi-Jack and the Game, regia di Ben Holmes - cortometraggio (1929)
- The Take-Off, regia di Ben Holmes - cortometraggio (1929)
- Cheer Up and Smile, regia di Sidney Lanfield (1930)
- Maybe It's Love, regia di William A. Wellman (1930)
- Schiavi della colpa (Man to Man), regia di Allan Dwan (1930)
- Don't Bet on Women, regia di William K. Howard (1931)
- La piccola amica (Daybreak), regia di Jacques Feyder (1931)
- Pleasure, regia di Otto Brower (1931)
- You're Telling Me, regia di Lloyd French, Robert A. McGowan (1932)
- Crooner, regia di Lloyd Bacon (1932)
- That's My Boy, regia di Roy William Neill (1932)
- Vanity Street, regia di Nick Grinde (1932)
- My Girl Tisa, regia di Elliott Nugent (1948)
- L'isola nel cielo (Island in the Sky), regia di William A. Wellman (1953)